# 藤沢俊一郎
藤沢 俊一郎（ふじさわ しゅんいちろう、1973年11月21日 - ）は、近畿地方を拠点に活動するラジオパーソナリティ。ともだち関西支社所属。
千葉県柏市出身。血液型はA型。ニックネームは「フジシュン」。

## 人物
元々は2001年6月から日本写真判定に所属し、松阪・玉野競輪場の場内実況を担当するアナウンサーだった。
その後はラジオに活動の軸足を移し、主にラジオ関西とFM岡山を中心にパーソナリティとして活動している（かつてはFM OSAKAでも番組を持っていた）。また、大の格闘技ファンでもあり、プロレス中継の実況も担当している。

## 現在の出演番組
なし（※2021年5月現在）

## 過去の出演番組

### FM OSAKA
- SATURDAY SPORTS BAR
- MORNING FREEWAY 851
- DASH! 5ers

### ラジオ関西
- チャチャラジオ
- DO YOU SATURDAY
- ShipsしNIGHT
- 名曲☆ラジオ☆関西「藤沢俊一郎のRUN RUNランキング」
- CRKミュージックアワー♪ メリケン☆開放区
- CRKミュージックアワー めざせ!サンキング

### その他
- 谷口な夜（KBS京都TV）※ナレーション
- TWILIGHT PAVEMENT（FM岡山）2007年4月から2015年3月26日まで、木曜日→水・木曜日担当。
- 新日本プロレス中継実況アナウンサー（2017年4月 - 2020年1月、新日本プロレスワールドおよびABEMA 格闘チャンネル）